# FTZ
FTZ Autodele & Værktøj A/S  (FTZ = Fahrzeuge, teile und zubehör) er en dansk grossistvirksomhed i autobranchen. Virksomheden har hovedkvarter i Odense med 50 afdelinger i hele landet. De har samlet 110.000 m2 lager. I 2022 havde de ca. 1.200 ansatte og en årsomsætning på 2,4 mia. danske kroner. FTZ handler med autodele og værktøj og kan levere over 100.000 varenumre med egne biler. Fra centrallageret i Odense sendes varerne ud til omdeling næste morgen hos de lokale centre. Selskabet blev etableret i Odense i 1984, og siden 2018 er det ejet af svenske Meko AB.